# Tulburare de personalitate borderline
Tulburarea de personalitate borderline (BPD), cunoscută și ca tulburarea de personalitate instabilă emoțional (EUPD), este un tipar pe termen lung de comportament anormal caracterizat prin relații instabile cu alte persoane, simț instabil al sinelui și emoții instabile. Adesea are loc un comportament periculos și auto-vătămarea. Persoanele se pot de asemenea confrunta cu un simțământ de gol sau frică de abandon. Simptomele pot fi scoase la iveală de evenimente aparent normale. Comportamentul începe în mod tipic în maturitatea timpurie și are loc într-o varietate de situații. Abuzul de substanțe, depresia și tulburările de alimentație sunt în mod obișnuit asociate cu BPD. Până la 10% din persoanele afectate mor prin sinucidere.
Apariția simptomelor BPD poate fi declanșată de evenimente pe care alții le-ar putea percepe ca fiind normale, tulburarea manifestându-se de obicei la vârsta adultă timpurie și persistând în diverse contexte. BPD este adesea comorbid cu tulburări de consum de substanțe, tulburări depresive și tulburări de alimentație. BPD este asociat cu un risc substanțial de suicid, studiile au estimat că până la 10% dintre persoanele cu BPD mor prin suicid. În ciuda gravității sale, BPD se confruntă cu o stigmatizare semnificativă atât în reprezentările din mass-media, cât și în domeniul psihiatric, ceea ce poate duce la subdiagnosticare și tratament insuficient.
Cauzele BPD nu sunt clare, dar par să implice factori genetici, neurologici, de mediu și sociali. Are loc de cinci ori mai des la persoanele care au o rudă apropiată afectată. Evenimentele nefavorabile din viață de asemenea par să joace un rol. Mecanismul care stă la bază pare să implice  rețeaua frontolimbică de neuroni. BPD este recunoscută de Manual de diagnostic și statistică a tulburărilor mentale (DSM) ca tulburare de personalitate, alături de alte nouă astfel de tulburări. Diagnosticul se bazează pe simptome, iar examinări medicale pot fi făcute pentru a se exclude alte probleme. Condiția trebuie distinsă de problemele de identitate sau de abuzul de substanțe, printre alte posibilități.
BPD este în mod tipic tratată cu terapie, cum este terapia cognitiv comportamentală (TCC). Alt tip, terapia comportamentală dialectică (TCD), poate reduce riscul de sinucidere. Terapia poate avea loc unu la unu sau în grup. Deși medicamentele nu vindecă BPD, pot fi utilizate pe a ajuta la ameliorarea simptomelor asociate. Unele persoane necesită îngrijire în spital.
Aproximativ 1.6% din oameni au BPD într-un an dat. Femeile sunt diagnosticate de trei ori mai des decât bărbații. Pare să devină mai puțin obișnuită printre vârstnici. Până la jumătate din persoane își ameliorează simptomele într-o perioadă de zece ani. Persoanele afectate utilizează în mod tipic o cantitate mare de resurse de îngrijire a sănătății. Există o dezbatere în desfășurare cu privire la denumirea tulburării, în special a potrivirii cuvântului borderline. Tulburarea este adesea stigmatizată atât în media, cât și în domeniul psihiatric.

## Semne și simptome
BPD se caracterizează prin următoarele semne și simptome:
- Simț al identității destul de tulburat
- Eforturi susținute de a evita abandonul real sau imaginar și reacții extreme
- Gândire în alb și negru
- Impulsivitate și comportamente impulsive sau periculoase (e.g., cheltuieli, sex, abuz de substanțe, condus nesăbuit, exces de mâncare)[13]
- Reacții emoționale intense sau incontrolabile care adesea par disproporționale evenimentului sau situației
- Relații interpersonale instabile și haotice
- Comportament auto-distructiv
- Imagine de sine distorsionată[4]
- Disociere
- Acompaniată frecvent de depresie, anxietate, mânie, abuz de substanțe sau furie.

Cele mai remarcate simptome ale BPD sunt sensibilitatea pronunțată la respingere sau critică și frica intensă de un posibil abandon. În general, printre caracteristicile BPD se numără sensibilitatea neobișnuit de intensă în relațiile cu alții, dificultățile în reglarea emoțiilor și impulsivitatea. Alte simptome pot fi: a se simți nesigur cu privire la identitatea personală, morală și valori; a avea gânduri paranoide în timpul stresului; depersonalizarea; și, în cazuri moderate și severe, ruperi de realitate induse de stres sau episoade psihotice.

### Emoții
Persoanele cu BPD pot simți emoțiile cu o mai mare ușurință, adâncime și pentru mai mult timp decât le simt alții. O caracteristică esențială a BPD este instabilitatea afectivă, care în general se manifestă prin reacții emoționale intense la declanșatori de mediu, cu o întoarcere înceată la o stare emoțională de bază. Potrivit lui Marsha Linehan, sensibilitatea, intensitatea și durata în care oamenii cu BPD simt emoțiile au efecte atât pozitive cât și negative. Persoanele cu BPD sunt adesea excepțional de entuziaste, idealiste, bucuroase și iubitoare, dar se pot simți copleșiți de emoții negative (anxietate, depresie, vinovăție/rușine, îngrijorare, mânie etc.), experimentând jale intensă în loc de tristețe, rușine și umilire în locul unei jene ușoare, furie în loc de supărare și panică în loc de nervozitate.
Persoanele cu BPD sunt de asemenea îndeosebi sensibile la simțămintele de respingere, critică, izolare și eșec perceput. Înainte de a învăța mecanisme de a face față situației, eforturile lor de a stăpâni sau scăpa de emoțiile negative pot duce la izolare emoțională, comportament auto-vătămător sau suicidar. Sunt adesea conștienți de intensitatea reacțiilor lor negative și, deoarece nu le pot regla, le aruncă afară întrucât conștientizarea doar le-ar cauza mai multă suferință.  Aceasta poate fi nociv pentru persoanele cu BPD, întrucât în stare de funcționare normală, emoțiile negative îi alertează pe oameni de prezența unei situații problematice și îi face să înceapă să le rezolve.
Deși persoanele cu BPD simt euforie (bucurie intensă efemeră și ocazională), sunt înclinate în special spre disforie (stare profundă de disconfort și insatisfacție), depresie, și/sau simțăminte de suferință mentală și emoțională. Zanarini et al. au recunoscut patru categorii de disforie care sunt tipice acestei condiții: emoții extreme, distrugere sau autodistrugere, a se simți fragmentat sau cu lacune identitare, și simțăminte de victimizare. În cadrul acestor categorii, un diagnostic de BPD este puternic asociat cu o combinație a trei stări specifice: a se simți trădat, a se simți în afara controlului și a se simți de parcă s-ar răni. Deși există o mare varietate de tipuri de disforie experimentate de persoanele cu BPD, amplitudinea suferinței este un indicator ajutător al tulburării de personalitate borderline.
Pe lângă emoțiile intense, persoanele cu BPD experimentează „labilitate” (inconstanță, fluctuație) emoțională.  Deși acest termen sugerează schimbări rapide de la depresie la euforie, schimbările de dispoziție ale persoanelor cu această condiție implică frecvent anxietatea, cu fluctuări de dispoziție între mânie și anxietate și între depresie și anxietate.

### Relații interpersonale
Persoanele cu BPD pot fi foarte sensibile la felul în care alții îi tratează, simțind bucurie și gratitudine intensă când percep expresii de bunătate și tristețe sau supărare intensă când percep critică sau jignire. Persoanele cu BPD adesea se angajează în idealizarea și devalorizarea altora, alternând între considerații foarte pozitive despre oameni și mare dezamăgire în privința lor. Simțămintele lor despre alții adesea se mișcă de la admirație sau iubire la mânie sau neplăcere după dezamăgire, amenințare că vor pierde pe cineva sau o percepută pierdere a stimei în ochii persoanei pe care o valorizează. Acest fenomen, numit uneori gândire în alb și negru, include o oscilare de la idealizarea altora la devalorizarea acestora. Combinate cu tulburările de dispoziție, idealizarea și devalorizarea pot submina relațiile cu familia, prietenii și colegii de muncă.
Deși își doresc cu tărie intimitatea, persoanele cu BPD tind, în relații, spre modele de atașament nesigure, evitante sau ambivalente sau temător preocupate, și adesea văd lumea ca fiind periculoasă și răuvoitoare. BPD, asemenea altor tulburări de personalitate, are legătură cu niveluri crescute de stres cronic și conflict în relațiile romantice, satisfacție diminuată a partenerilor romantici, abuz casnic și sarcină nedorită.

### Comportament
Comportamentul impulsiv este obișnuit, fiind vorba inclusiv de abuz de substanțe sau alcool, tulburări de alimentație, sex neprotejat sau promiscuitate sexuală, cheltuieli nechibzuite și condus nesăbuit. Comportamentul impulsiv poate de asemenea include abandonul joburilor sau relațiilor, fuga și auto-vătămarea. Persoanele cu BPD pot să facă asta din cauză că le dă simțământul de ușurare imediată a suferinței emoționale. Oricum, pe termen lung, persoanele cu BPD simt rușine și vinovăție crescută ce urmează unor atare acțiuni și consecințe inevitabile ale continuării acestui comportament pentru o perioadă prelungită de timp. Adesea, începe un ciclu în care persoanele cu BPD simt suferință emoțională, se angajează în comportament impulsiv pentru a-și ușura suferința, simt rușine și vinovăție în legătură cu acțiunile lor, simt suferință emoțională din cauza rușinii și vinovăției, iar apoi experimentează impulsuri mai puternice de a se angaja în comportament impulsiv pentru a-și ușura noua suferință. Pe măsură ce timpul trece, comportamentul impulsiv poate deveni un răspuns autentic la suferința emoțională.

### Auto-vătămare și sinucidere

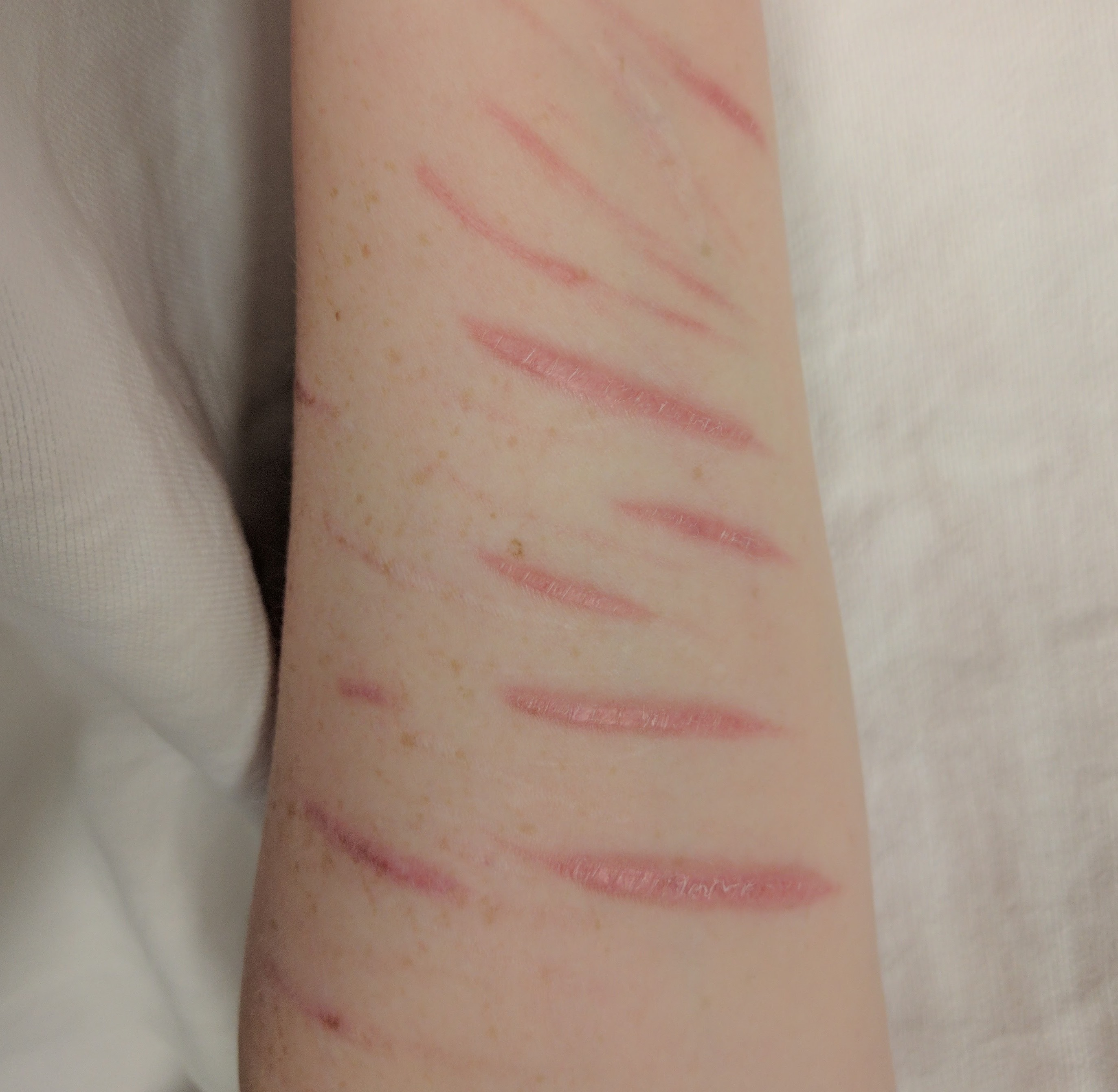
Cicatricile cauzate de auto-vătămare sunt un semn obișnuit în cazul tulburării de personalitate borderline.

Auto-vătămarea sau comportamentul suicidar este unul dintre principalele criterii de diagnostic în DSM-5. Auto-vătămarea are loc la între 50 și 80% dintre persoanele cu BPD. Cea mai frecventă metodă de auto-vătămare este tăierea. Învinețirea, arderea sau lovirea capului nu sunt neobișnuite în rândul persoanelor cu BPD. Persoanele cu BPD pot simți ușurare emoțională după ce se taie.
Riscul de sinucidere în timpul vieții printre persoanele cu BPD este între 3% și 10%. Există evidență că bărbații diagnosticați cu BPD sunt de aproximativ de două ori mai înclinați să moară prin sinucidere decât femeile diagnosticate cu BPD. Există de asemenea evidență potrivit căreia un procent considerabil din bărbații care mor prin sinucidere ar putea avea BPD nediagnosticat.
Motivele relatate pentru auto-vătămare diferă de motivele încercărilor de sinucidere. Aproape 70% din persoanele cu BPD se auto-vatămă fără a încerca să-și termine viața. Printre motivele pentru auto-vătămare sunt exprimarea mâniei, auto-pedepsirea, generând simțăminte în general normale (adesea ca reacție la disociere), și distragerea sinelui de suferința emoțională sau circumstanțele dificile. Dimpotrivă, încercările de suicid oglindesc convingerea că ceilalți o vor duce mai bine dacă ei se vor sinucide. Atât suicidul cât și auto-vătămarea sunt o reacție la simțirea emoțiilor negative. Abuzul  sexual poate fi o cauză particulară a comportamentului suicidar la adolescenții cu tendințe borderline.[cuantificați]

### Simțul sinelui
Persoanele cu BPD tind să aibă probleme în a vedea o imagine clară a identității lor. Îndeosebi, tind să aibă dificultăți în a ști ce pun valoare, cred, preferă și îi bucură. Sunt adesea nesiguri în privința scopurilor lor pe termen lung în privința relațiilor și joburilor. Această dificultate legată de cunoașterea a ceea ce sunt și ceea ce pun în valoare le poate face pe persoanele cu BPD să experimenteze simțământul de „gol” și „pierdut”. Imaginea de sine se poate de asemenea schimba rapid de la una sănătoasă la alta nesănătoasă.

### Cogniții
Emoțiile adesea intense experimentate de persoanele cu BPD le poate aduce dificultăți în concentrarea atenției. În plus, persoanele cu BPD pot avea tendința de a disocia, care poate fi gândită ca o formă intensă de a-și pierde concentrarea.  Este uneori posibil ca altă persoană să spună când cineva cu BPD disociază, deoarece expresiile sale faciale sau vocale pot deveni plate sau neexpresive, sau pot părea distrași; alteori, disocierea poate fi greu de observat.
Disocierea adesea are loc ca reacție la experimentarea unui eveniment dureros (sau când este experimentat ceva care declanșează amintirea acelui eveniment dureros). Implică faptul că mintea își redirecționează atenția de la evenimentul posibil, după cum s-a notat mai sus, pentru protecție împotriva experimentării emoției intense și a impulsurilor comportamentale nedorite pe care o atare emoție le-ar putea altminteri declanșa. Deși obiceiul minții de a bloca emoțiile dureroase intense poate furniza o alinare temporară, poate de asemenea avea un efect advers de blocare sau tocire a experienței emoțiilor ordinare, reducând accesul persoanelor cu BPD la informația conținută în aceste emoții: informație care ajută la dirijarea facerii eficiente de decizii în viața de zi cu zi.

### Dizabilitate
Multe persoane cu BPD sunt capabile să lucreze dacă găsesc un serviciu adecvat și condiția lor nu este prea severă. Se poate constata că oamenii cu BPD au o dizabilitate la locul de muncă dacă condiția este suficient de severă pentru ca comportamentele să saboteze relațiile, să-i angajeze în comportamente riscante sau mânia intensă să oprească persoana de la a funcționa în rolul său de la job.

## Cauze
Ca în cazul altor tulburări mentale, cazurile de BPD sunt complexe și nu există un acord unanim în privința lor. Evidența sugerează că BPD și tulburarea de stres posttraumatic (TSPT) pot fi legate între ele într-un anumit fel. Cei mai mulți cercetători sunt de acord că o istorie de traumă din copilărie poate fi un factor contribuitor, dar mai puțină atenție a fost istoric acordată investigării rolurilor cauzale jucate de anomaliile congenitale ale creierului, genetică, factorii neurobiologici și factorii de mediu alții decât trauma.
Printre factorii sociali sunt felul în care persoanele interacționează în perioada dezvoltării lor timpurii cu familia, prietenii și alți copii. Printre factorii psihologici sunt personalitatea și temperamentul individului, formate de mediu și abilitățile învățate de a face față situației atunci când se confruntă cu stresul. Acești diferiți factori împreună sugerează că factori multipli care pot contribui la tulburare.

### Genetică
Factorul ereditar în caz de BPD se estimează a fi de 40%. Așadar, 40 procente din disperisia statistică în ce privește vulnerabilitea ce stă la baza BPD în rândul populației poate fi explicată prin diferențele genetice. Studiile făcute pe gemeni pot supraestima efectul genelor asupra variabilității tulburărilor de personalitate având în vedere rolul factorului care este mediul împărtășit în familie, ceea ce complică lucrurile. Totuși, cercetătorii acestui studiu au concluzionat că tulburările de personalitate „par să fie mai puternic influențate de efectele genetice decât aproape orice tulburare din axa I [e.g., tulburare bipolară, depresie, tulburări de alimentație], și mai mult decât cele mai multe aspecte generale ale personalității.” Mai mult, studiul a găsit că BPD se estimează a fi a treia cea mai ereditară tulburare de personalitate din cele 10 tulburări de personalitate analizate. Studiile făcute pe gemeni, frați și alte studii făcute pe familie indică un factor ereditar parțial pentru agresivitatea impulsivă, dar studiile făcute pe genele aflate în relație cu serotonina sugerează că doar contribuții modeste la comportament.
Familii cu gemeni din Olanda au participat la un studiu făcut de Trull și colegii, în care 711 perechi de frați și 561 de părinți au fost examinați pentru a se identifica locația trăsăturilor genetice care influențează dezvoltarea BPD. Colaboratorii cercetării au găsit că materialul genetic de pe cromozomul 9 are legătură cu trăsăturile BPD. Cercetătorii au concluzionat că factorii genetici joacă un rol major în apariția trăsăturilor tulburării de personalitate borderline. Aceeași cercetători au concluzionat într-un studiu anterior că 42 procente din variație în cazul trăsăturilor BPD pot fi atribuite influențelor genetice, iar 58 procente - influențelor mediului. Gene aflate sub investigație la data de 2012 sunt polimorfismul 7R al receptorului de dopamină D4 al cromozomului 11, care a fost legat de atașamentul dezorganizat, pe când efectul combinat al polimorfismului 7R și genotipului transportatorului de dopamină 10/10 (DAT) a fost legat de anomalii ale controlului inhibitor, ambele fiind trăsături ale BPD. Este posibilă o conexiune cu cromozomul 5.

### Anomalii ale creierului
Un număr de studii de neuroimagistică făcute pe cazurile de BPD au constatat reduceri în regiunile creierului implicate în reglarea reacțiilor la stres și emoțiilor, afectând hipocampul, cortexul orbitofrontal și amigdala, printre alte zone. Un număr mai mic de studii au utilizat spectroscopia cu rezonanță magnetică pentru a explora schimbările în concentrarea neurometaboliților în anumite regiuni ale pacienților cu BPD,analizând în mod specific neurometaboliți precum N-acetilaspartatul, creatina, compușii înrudiți cu glutamatul și compușii care conțin colină.

#### Hipocampul
Hipocampul tinde să fie mai mic la persoanele cu BPD, după cum este și la persoanele cu tulburare de stres posttraumatic (TSPT). Oricum, în cazurile de BPD, spre deosebire de cele de TSPT, amigdala de asemenea tinde să fie mai mică.

#### Amigdala
Amigdalele sunt mai mici și mai active la persoanele cu BPD. Un volum scăzut de amigdală a fost de asemenea observat la persoanele cu tulburare obsesiv-compulsivă. Un studiu a observat o activitate neobișnuit de puternică în amigdalele stângi la persoanele cu BPD atunci când experimentează și văd expuneri ale emoțiilor negative. Această activitate neobișnuit de puternică ar putea explica longevitatea și puterea neobișnuită a fricii, tristeții, supărării și rușinii experimentate de persoanele cu BPD, precum și sensibilitatea lor crescută la manifestările acestor emoții în alții.

#### Cortexul prefrontal

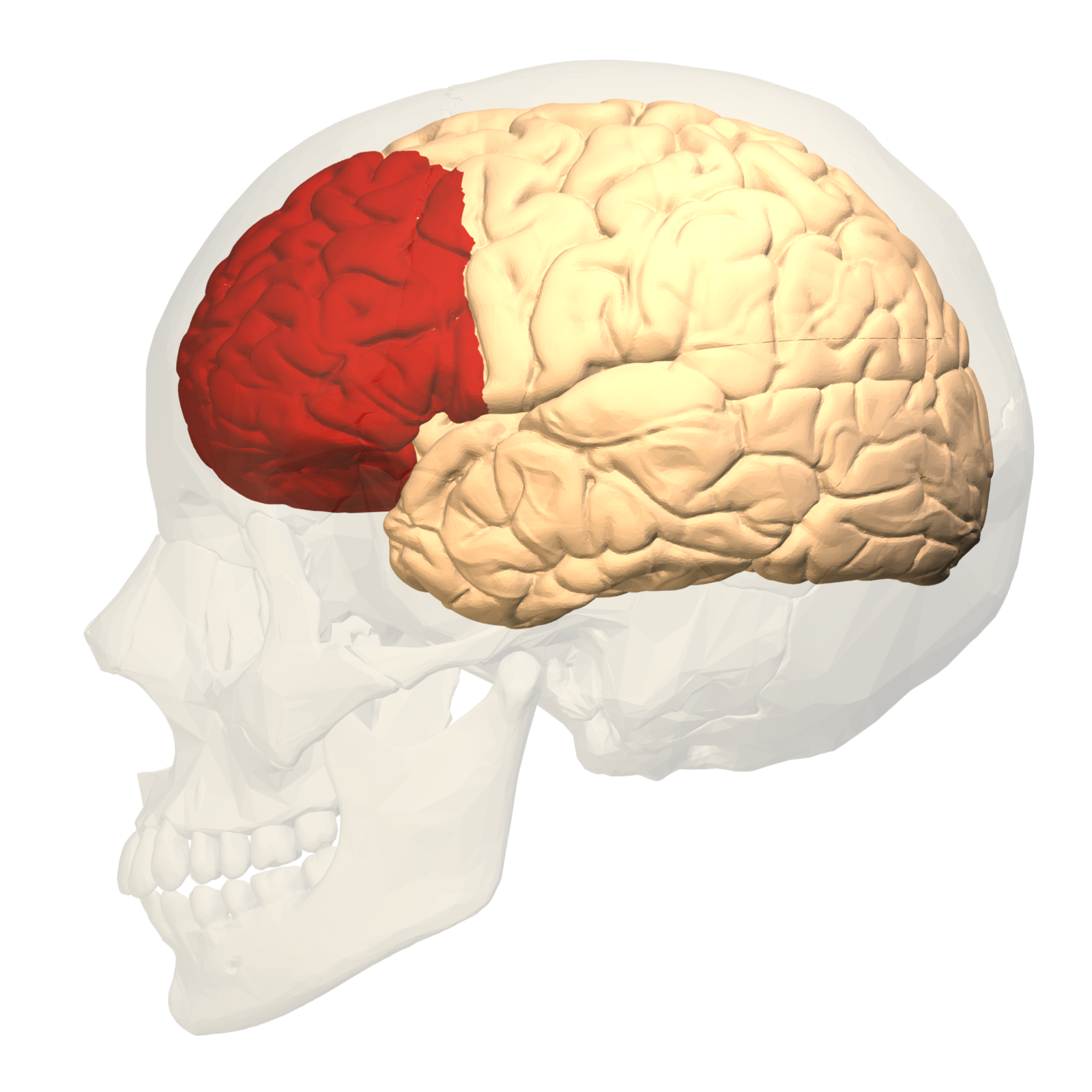
Cortexul prefrontal

Cortexul prefrontal tinde să fie mai puțin activ la persoanele cu BPD, în special când își amintesc memorii legate de abandon. Această inactivitate relativă se manifestă în cingularul anterior drept (zonele 24 și 32).
Având în vedere rolul său în reglarea stimulării emoționale, inactivitatea relativă a cortexului prefrontal ar putea explica dificultățile pe care persoanele cu BPD le experimentează în reglarea emoțiilor și reacțiilor la stres.

#### Axa HPA
Axa HPA reglează producția de cortizol, care este eliberat ca răspuns la stres. Producția de cortizol tinde să fie ridicată la persoanele cu BPD, indicând o axă HPA hiperactivă la acești indivizi. Aceasta îi face să experimenteze o mai mare reacție biologică la stres, care ar putea explica vulnerabilitatea lor mai mare la iritabilitate. Întrucât evenimentele traumatice pot spori producția de cortizol și activitatea axei HPA, o posibilitate este că prevalența unei activități mai mare decât media în axa HPA la persoanele cu BPD poate pur și simplu fi o oglindire a prevalenței unei copilării traumatizante și evenimente maturaționale între persoanele cu BPD. O altă posibilitate este că, prin creșterea sensibilității la evenimente stresante, producția crescută de cortizol îi poate predispune pe cei cu BPD să experimenteze copilăria stresantă și evenimentele maturaționale ca traumatice.
Producția crescută de cortizol este de asemenea asociată cu un risc crescut de comportament suicidar.

### Factori neurobiologici

#### Estrogen
Diferențele individuale dintre ciclurile estrogenului la femei ar putea fi în relație cu exprimarea simptomelor BPD la pacienții de sex feminin. Un studiu din 2003 a găsit că simptomele BPD la femeie sunt prezise de schimbări în nivelurile de estrogen în timpul ciclurilor menstruale.

### Factori de dezvoltare

#### Trauma din copilărie
Există o puternică corelație între abuzul asupra copillui, în special abuzul sexual asupra copilului, și dezvoltarea BPD. Mulți indivizi cu BPD mărturisesc o istorie de abuz și neglijare când erau copii, dar raportul între cauză și efect este încă dezbătut. S-a constatat că este semnificativ mai mare probabilitatea ca un pacient cu BPD să mărturisească că a fost abuzat verbal, emoțional, fizic sau sexual de îngrijitorii de orice gen. De asemenea, prezintă o incidență mare de incest și pierdere a îngrijitorilor în copilăria timpurie. Indivizii cu BPD mai des mărturisesc că îngrijitorii lor de ambele sexe le-au negat validitatea gândurilor și simțirilor lor. S-a mărturisit despre îngrijitori că au eșuat să le furnizeze protecția necesară și au neglijat grija față de fizicul lor. În mod tipic, s-a mărturisit despre părinții de ambele sexe că s-au îndepărtat emoțional de copil și l-au tratat pe copil în mod nepotrivit. În plus, mai multe dintre femeile cu BPD care au mărturisit o istorie anterioară de neglijare din partea îngrijitorului de sex feminin și abuz din partea îngrijitorului de sex masculin, au avut parte abuz sexual din partea unei persoane care nu era îngrijitor.
S-a sugerat că copiii care experimentează maltratare timpurie cronică și dificultăți de atașament pot să dezvolte tulburarea de personalitate borderline. Scriind în tradiție psihanalitică, Otto Kernberg susține că eșecul copilului în a realiza sarcina de dezvoltare de clarificare psihică a sinelui și a altuia și eșecul în a depăși gândirea în alb și negru ar putea crește riscul de dezvoltare a tulburării de personalitate borderline.

### Tipare neurologice
Intensitatea și reactivitatea afectivității negative a persoanei, sau tendința de a simți emoții negative, prezic simptomele BPD mai puternic decât abuzul sexual asupra copilului. Această constatare, diferențele în structura creierului (vezi Anomalii ale creierului) și faptul că anumiți pacienți cu BPD nu mărturisesc o istorie traumatizantă, sugerează că BPD este distinctă de tulburarea de stres posttraumatic care frecvent o acompaniază. Așadar, cercetătorii examinează cauzele de dezvoltare în plus pe lângă traumele din copilărie.
Cercetarea publicată în ianuarie 2013 de Anthony Ruocco la Universitatea din Toronto a pus în lumină două tipare ale activității creierului care ar putea sta la baza dereglării emoționale indicată de această tulburare: (1) activitate crescută în circuitele creierului responsabile pentru experimentarea suferinței emoționale crescute, cuplată cu (2) activarea redusă a circuitelor creierului care în mod normal reglează sau suprimă aceste emoții dureroase generate. Aceste două rețele neurale sunt văzute a fi operative în mod disfuncțional în regiunile frontolimbice, dar regiunile specifice variază mult la indivizi, ceea ce cere analiza mai multor studii de neuroimagistică.
De asemenea (în contradicție cu rezultatele unor studii anterioare), suferinzii de BPD au prezentat o mai puțină activare a amigdalei în situații cu emoționalitate negativă crescută în comparație cu restul grupului cercetar. John Krystal, redactor la ziarul Biological Psychiatry, a scris că aceste rezultate „[au adăugat] la impresie că persoanele cu tulburarea de personalitate borderline sunt 'montate'  de creierele lor să aibă vieți emoționale furtunoase, deși nu neapărat vieți nefericite și neproductive”. S-a constatat că instabilitatea lor emoțională corelează cu decalajele din anumite regiuni ale creierului.

### Factori mediatori și moderatori

#### Funcția executivă
În timp ce sensibilitatea la respingere este asociată cu simptome mai puternice ale tulburării de personalitate borderline, funcția executivă se prezintă ca mediator al relației dintre sensibilitatea la respingere și simptomele BPD. Așadar, un grup de procese cognitive care includ planificarea, memoria de lucru, atenția și rezolvarea problemelor ar putea fi mecanismul prin care sensibilitatea la respingere are impact asupra simptomelor BPD. Un studiu din 2008 a găsit că relația dintre sensibilitatea la respingere și simptomele BPD este mai puternică atunci când funcția executivă este mai mică și că relația este mai slabă atunci când funcția executivă este mai mare. Aceasta sugerează că funcția executivă mare ar putea la protecția persoanelor cu sensibilitate la respingere împotriva simptomelor BPD. Un studiu din 2012 a constatat că problemele cu memoria de lucru ar putea contribui la o mai mare impulsivitate la oamenii cu BPD.

#### Mediul familial
Mediul familial mediază efectul abuzului sexual asupra copilului cu dezvoltarea BPD. Un mediu familial instabil prezice dezvoltarea tulburării, pe când un mediu de familie stabil prezice un risc mai mic. O posibilă explicație este că un mediu stabil este tampon împotriva dezvoltării acesteia.

#### Auto-complexitate
Auto-complexitatea, sau a considera despre propriul sine că are multe caracteristici diferite, ar putea reduce discrepanța aparentă dintre sinele actual și imaginea de sine dorită. O mare mare auto-complexitate poate face o persoană să dorească mai multe caracteristici în loc de caracteristici mai bine; dacă există vreo convingere că caracteristicile trebuie dobândite, sunt mai multe șanse ca acestea să fie experimentate ca pilde mai degrabă decât să fie considerate drept calități abstracte. Conceptul unei norme nu implică neapărat descrierea însușirilor care reprezintă norma: cogniția unei norme poate implica numai înțelegerea lui „a fi ca”, un raport concret și nu o însușire.

#### Suprimarea gândurilor
Un studiu din 2005 a găsit că suprimarea gândurilor, sau încercările conștiente de a evita anumite gânduri, mediază relația dintre vulnerabilitatea emoțională și simptomele BPD. Un studiu de mai târziu a găsit că relația dintre vulnerabilitatea emoțională și simptome nu este inevitabil mediată de suprimarea gândurilor. În orice caz, acest studiu a constatat că suprimarea gândurilor mediază relația dintre mediul invalidant și simptomele BPD.

## Diagnostic
Diagnosticul de tulburare de personalitate borderline are la bază o evaluare clinică făcută de un specialist în sănătate mentală. Cea mai bună metodă este de a prezenta criteriile tulburării persoanei și a o întreba dacă simte că caracteristicile menționate o descriu exact. A implica activ persoanele cu BPD în determinarea diagnosticului lor le poate ajuta să devină mai voitoare să îl accepte. Deși unii clinicieni preferă să nu le spună persoanelor cu BPD care este diagnosticul lor, fie din îngrijorări legate de stigmatul atașat de această condiție sau pentru că unii oameni obișnuiesc să considere BPD netratabilă, este de obicei de ajutor pentru persoana cu BPD să-și cunoască diagnosticul. Aceasta îi ajută să cunoască că alții au experiențe similare și îi poate direcționa spre tratamente eficiente.
În general, evaluarea psihologică include a-l întreba pe pacient dacă începutul severității simptomelor, precum și alte întrebări despre cum simptomele au impact asupra calității vieții pacientului. Problemele ce țin de o atenție particulară sunt ideațiile suicidare, experiențele de auto-vătămare și gândurile de a le face daune altora. Diagnosticul se bazează atât pe mărturisirile persoanei despre propriile simptome cât și pe observațiile clinicianului. Teste adiționale pentru BPD pot fi un examen fizic și teste de laborator pentru a se exclude alți posibili declanșatori ai simptomelor, precum condiții tiroide sau abuzul de substanțe. Manualul ICD-10 numește tulburarea tulburarea de personalitate instabilă emoțional și are criterii similare de diagnostic. În DSM-5, numele tulburării rămâne același ca în edițiile anterioare.

### Manual de Diagnostic și Statistică
Manual de Diagnostic și Statistică a Tulburărilor Mentale ediția a 5-a (DSM-5) a eliminat sistemul multiaxial. În consecință, toate tulburările, inclusiv tulburările de personalitate, sunt enumerate în Secțiunea II a manualului. O persoană trebuie să îndeplinească 5 din 9 criterii pentru a primi un diagnostic de tulburare de personalitate borderline. DSM-5 definește principalele trăsături ale BPD ca un tipar atotpătrunzător de instabilitate în relațiile interpersonale, imagine de sine și afect, precum și un comportament destul de impulsiv. În plus, DSM-5 propune criterii alternative de diagnostic pentru BPD în secțiunea III, „Alternative DSM-5 Model for Personality Disorders”. Aceste criterii alternative au la bază cercetările trăsăturilor și cer existența a cel puțin patru din șapte trăsături ale tulburării. Potrivit lui Marsha Linehan, mulți specialiști în sănătate mentală găsesc o provocare în a diagnostica BPD utilizând criteriile DSM, întrucât aceste criterii descriu o varietate largă de comportamente. Pentru a rezolva această problemă, Linehan a grupat simptomele BPD în cinci zone principale de dereglare: emoții, comportament, relații interpersonale, simțul sinelui și cogniție.

### Clasificarea Internațională a Bolilor
ICD-10 a Organizației Mondiale a Sănătății definește o tulburare care este din punct de vedere conceptual similară BPD, numită (F60.3) Tulburarea de personalitate instabilă emoțional. Cele două subtipuri sunt descrise mai jos..
F60.30 Tipul impulsiv
Cel puțin trei din următoarele trebuie să fie prezent, unul dintre care trebuie să fie (2):
1. tendință considerabilă de a acționa în mod imprevizibil și fără a lua în considerare consecințele;
2. tendință de a se angaja în comportament certăreț și a avea conflicte cu alții, în special când acțiunile impulsive sunt contracarate sau criticate;
3. înclinație spre accese de mânie și violență, cu incapacitate de a controla exploziile comportamentale rezultate;
4. dificultate în a menține orice curs al acțiunii care nu oferă recompensă imediată;
5. dispoziție instabilă și capricioasă (impulsivă, bizară).

F60.31 Tipul borderline
Cel puțin trei din simptomele menționate în F60.30 Tipul impulsiv trebuie să fie prezente [vezi mai sus], și cel puțin două din următoarele:
1. perturbări și nesiguranță legată de imaginea de sine, scopuri și preferințele personale;
2. înclinație spre a deveni implicat în relații intense și instabile, ceea ce adesea duce la crize emoționale;
3. eforturi excesive de a evita abandonul;
4. repetate amenințări sau acțiuni de auto-vătămare;
5. simțăminte cronice de gol;
6. demonstrează comportament impulsiv, e.g., condusul mașinii cu viteză excesivă sau abuz de substanțe.[87]

ICD-10 descrie de asemenea niște criterii generale care definesc ceea ce este considerat o tulburare de personalitate.

### Subtipurile lui Millon
Theodore Millon a propus patru subtipuri ale BPD. El sugerează că un individ diagnosticat cu BPD poate manifesta nici unul, unul sau mai multe dintre următoarele:
| Subtip                                                                      | trăsături |
| --------------------------------------------------------------------------- | --- |
| Borderline descurajat (include trăsături evitante, depresive și dependente) | Maleabil, supus, loial, umil; se simte vulnerabil și în stare de risc constant; se simte lipsit de speranță, deprimat, lipsit de ajutor și de putere.                                                         |
| Borderline iritabil (include trăsături negativiste (pasiv-agresive))        | Negativist, nerăbdător, agitat, precum și încăpățânat, sfidător, ursuz, pesimist și indignat; ajunge ușor să se simtă „desconsiderat” și rapid deziluzionat.                                                  |
| Borderline impulsiv (include trăsături histrionice sau antisociale)         | Captivant, capricios, superficial, flușturatic, distractibil, frenetic și seducător; temându-se de pierdere, individul devine agitat, posomorât și iritabil; și potențial suicidar.                           |
| Borderline autodistructiv (include trăsături depresive sau masochiste)      | Orientat spre interior, intrapunitiv (auto-pedepsire), supărat; comportamentele de conformare, deferente și lingușitoare s-au deteriorat; destul de sensibil în mod exagerat și indispus; potențial suicidar. |

### Diagnostic greșit
Persoanele cu BPD pot fi diagnosticate greșit din mai multe motive. Un motiv pentru diagnosticarea greșită este faptul că BPD are simptome care coexistă (comorbiditate) la alte tulburări precum depresia, tulburarea de stres posttraumatic (TSPT) și tulburarea bipolară.

### Membrii familiei
Persoanele cu BPD sunt înclinate să se simtă supărate pe membrii familiei și să fie detașate de ei. De cealaltă parte, membrii familiei adesea se simt supărați și lipsiți de ajutor în privința felului în care membrii familiei cu BPD relaționează cu ei. Părinții adulților cu BPD sunt adesea atât supra-implicați cât și sub-implicați în interacțiunile de familie. În relațiile romantice, BPD este legat de niveluri crescute de stres cronic și conflict, satisfacție scăzută a partenerilor romantici, abuz și sarcină nedorită. În orice caz, acestea se pot aplica pentru tulburările de personalitate în general.

### Adolescență
Declanșarea simptomelor are loc în mod tipic în timpul adolescenței sau a maturității timpurii, deși simptome sugestive ale acestei tulburări pot fi uneori observate la copii. Simptomele în rândul adolescenților care pot prezice dezvoltarea BPD la maturitate pot include probleme cu imaginea de sine, sensibilitate extremă la respingere, probleme comportamentale, auto-vătămare non-suicidară, încercări de a găsi relații exclusiviste și rușine severă. Mulți adolescenți experimentează aceste simptome fără a ajunge să dezvolte BPD, dar cei care le experimentează au o probabilitate de 9 ori mai mare decât ceilalți de vârsta lor să dezvolte BPD. Ei sunt de asemenea mai înclinați să dezvolte alte forme de dizabilități sociale pe termen lung. Clinicienii sunt descurajați în a diagnostica pe cineva cu BPD înaintea vârstei de 18 ani, din cauza suișurilor și coborâșurilor normale ale adolescenței și ale unei personalități încă în dezvoltare. În orice caz, BPD poate uneori fi diagnosticată înaintea vârstei de 18 ani, caz în care trăsăturile trebuie să fie prezente și consistente cel puțin un an.
Un diagnostic de BPD în adolescență ar putea prezice că tulburarea va continua la maturitate. Printre adolescenții pentru care se justifică un diagnostic de BPD, se arată a fi un grup în care tulburarea rămâne stabilă cu timpul și alt grup în care indivizii intră și ies din diagnostic. Diagnosticele mai timpurii pot fi utile pentru crearea unui plan de tratament eficient pentru adolescent. Terapia de familie este considerată un component cheie al tratamentului pentru adolescenții cu BPD.

### Diagnostice diferențiale și comorbiditate
Condițiile comorbide (co-ocurente) sunt obișnuite în cazurile de BPD. În comparație cu cei diagnosticați cu alte tulburări de personalitate, persoanele cu BPD prezintă o rată mai mare de îndeplinire a criteriilor pentru
- tulburări de dispoziție, inclusiv depresia majoră și tulburarea bipolară
- tulburări de anxietate, inclusiv tulburarea de panică, tulburarea de anxietate socială și tulburarea de stres posttraumatic (TSPT)
- alte tulburări de personalitate, inclusiv schizotipală, antisocială și dependentă
- abuz de substanțe
- tulburări de alimentație, inclusiv anorexie nervoasă și bulimie
- ADHD[98][sursă primară]
- tulburări somatoforme (o categorie de tulburări mentale incluse într-un număr de scheme de diagnostic al bolilor mentale)
- tulburări disociative.

Un diagnostic de tulburare de personalitate nu poate fi făcut în timpul unei tulburări (sau episod) de dispoziție netratată, atâta timp când istoricul vieții nu susține prezența unei tulburări de personalitate.

#### Tulburări comorbide în Axa I
| Diagnostice Axa I                                                         | Per total (%) | Masculin (%) | Feminin (%) |
| Tulburări de dispoziție                                                   | 75.0          | 68.7         | 80.2        |
| ------------------------------------------------------------------------- | ------------- | ------------ | ----------- |
| Tulburare depresivă majoră                                                | 32.1          | 27.2         | 36.1        |
| Distimie                                                                  | 09.7          | 07.1         | 11.9        |
| Tulburare bipolară de tip I                                               | 31.8          | 30.6         | 32.7        |
| Tulburare bipolară de tip II                                              | 07.7          | 06.7         | 08.5        |
| Tulburări de anxietate                                                    | 74.2          | 66.1         | 81.1        |
| Tulburare de panică cu agorafobie                                         | 11.5          | 07.7         | 14.6        |
| Tulburare de panică fără agorafobie                                       | 18.8          | 16.2         | 20.9        |
| Fobie socială                                                             | 29.3          | 25.2         | 32.7        |
| Fobie specifică                                                           | 37.5          | 26.6         | 46.6        |
| TSPT                                                                      | 39.2          | 29.5         | 47.2        |
| Tulburare de anxietate generalizată                                       | 35.1          | 27.3         | 41.6        |
| Tulburare obsesiv-compulsivă**                                            | 15.6          | ---          | ---         |
| Tulburări de abuz de substanțe                                            | 72.9          | 80.9         | 66.2        |
| Orice tulburare de uz de alcool                                           | 57.3          | 71.2         | 45.6        |
| Orice tulburare de uz de droguri                                          | 36.2          | 44.0         | 29.8        |
| Tulburări de alimentație**                                                | 53.0          | 20.5         | 62.2        |
| Anorexie nervoasă**                                                       | 20.8          | 07 *         | 25 *        |
| Bulimie nervoasă**                                                        | 25.6          | 10 *         | 30 *        |
| Tulburare de alimentație nespecificată**                                  | 26.1          | 10.8         | 30.4        |
| Tulburare somatoformă**                                                   | 10.3          | 10 *         | 10 *        |
| Tulburare de somatizare**                                                 | 04.2          | ---          | ---         |
| Ipohondrie**                                                              | 04.7          | ---          | ---         |
| Tulburare de durere somatoformă**                                         | 04.2          | ---          | ---         |
| Tulburări psihotice**                                                     | 01.3          | 01 *         | 01 *        |
| * Valori aproximative ** Valori din 1998 --- Valori nefurnizate de studii |               |              |             |

Un studiu din 2008 a constatat că la un anumit punct al vieților lor, 75 procente din persoanele cu BPD au îndeplinit criteriile pentru tulburări de dispoziție, în special depresia majoră și bipolaritatea de tip I, și aproape 75 procente au îndeplinit criteriile pentru o tulburare de anxietate. Aproape 73 procente au îndeplinit criteriile pentru abuz sau dependență de substanțe și aproximativ 40 de procente pentru TSPT. Merită menționat că mai puțin de jumătate din participanții cu BPD la acest studiu s-au prezentat cu TSPT, o prevalență similară fiind raportată într-un studiu mai vechi. Constatarea că mai puțin de jumătate din pacienții cu BPD experimentează TSPT în timpul vieții lor contestă teoria că BPD și TSPT sunt aceeași tulburare.
Există semnificative diferențe de gen în privința tipurilor de condiții comorbide pe care o persoană cu BPD are probabilitate să o aibă— un procent mai mare din bărbații cu BPD îndeplinesc criteriile pentru tulburări de abuz de substanțe, în timp ce un mai mare procent din femeile cu BPD îndeplinesc criteriile pentru TSPT și tulburări de alimentație. Într-un studiu, 38% din participanții cu BPD au îndeplinit criteriile pentru diagnosticul de ADHD. În alt studiu, 6 din 41 din participanți (15%) au îndeplinit criteriile pentru o tulburare de spectru autist (un subgrup cu încercări de sinucidere în mod considerabil mai frecvente).
Făcând abstracție de faptul că este o tulburare infradiagnosticată, câteva studii au arătat că „expresiile mai slabe” ale ei ar putea duce la diagnostice greșite. Multele și schimbătoarele tulburări din Axa I la persoanele cu BPD îi pot face uneori pe clinicieni să rateze prezența unei tulburări de personalitate care stă la bază. În orice caz, întrucât un tipar complex de diagnostice ale Axei I s-a constat că prezice puternic prezența BPD, clinicienii pot utiliza însușirea unui tipar complex de comorbiditate ca un indiciu că BPD poate fi prezentă.

##### Tulburări de dispoziție
Multe persoane cu tulburarea de personalitate borderline au de asemenea tulburări de dispoziție, precum tulburarea depresivă majoră sau tulburarea bipolară. Anumite caracteristici ale BPD sunt similare celor ale tulburărilor de dispoziție, ceea ce poate complica diagnosticul. Este un fapt obișnuit ca oamenii să fie diagnosticați greșit cu tulburare bipolară dacă au tulburare de personalitate borderline sau vice versa. Pentru cineva cu tulburare bipolară, comportamentul care sugerează prezența BPD poate apărea atunci când clientul experimentează depresie majoră sau manie, pentru a dispărea doar atunci când dispoziția clientului s-a echilibrat. Din acest motiv, este ideal de așteptat până dispoziția clientului s-a echilibrat înainte de a se încerca să se facă un diagnostic.
După aparențe, labilitatea afectivă a BPD și ciclarea rapidă a dispoziției a tulburărilor bipolare pot părea foarte similare. Poate fi dificil chiar pentru clinicienii experimentați, dacă nu sunt familiari cu BPD, să distingă între oscilările de dispoziție ale celor două condiții. Oricum, există anumite diferențe clare.
În primul rând, oscilările de dispoziție ale BPD și ale tulburării bipolare tind să aibă durate diferite. La anumiți oameni cu tulburare bipolară, episoadele de depresie și manie durează cel puțin două săptămâni, ceea ce este mult mai mult decât timpul în care oscilează dispozițiile la persoanele cu BPD. Chiar printre cei care experimentează tulburarea bipolară cu mult mai rapide schimbări de dispoziție, fiecare dintre stările lor de dispoziție durează de obicei zile, pe când stările de dispoziție la persoanele cu BPD se pot schimba în minute sau ore. Așadar în timp ce euforia și impulsivitatea a cuiva cu BPD ar putea semăna cu un episod maniacal, experiența este prea scurtă pentru a fi calificată ca episod maniacal.
În al doilea rând, stările de dispoziție ale tulburării bipolare nu răspund la schimbările de mediu, în timp ce stările de dispoziție ale BPD răspund la schimbările de mediu. Adică, un eveniment pozitiv nu va ridica dispoziția depresivă cauzată de tulburarea bipolară, dar un eveniment pozitiv are potențialul de a ridica dispoziția cuiva cu BPD. La fel, un eveniment nedorit nu va potoli euforia cauzată de tulburarea bipolară, dar un eveniment nedorit va tulbura euforia cuiva cu tulburarea de personalitate borderline.
În al treilea rând, atunci când persoanele cu BPD experimentează euforia, aceasta are loc de obicei fără gânduri rapide și nevoie scăzută de somn care sunt specifice hipomaniei, deși un studiu de mai târziu din 2013 care s-a bazat pe date colectate în 2004 a constatat că diagnosticul și simptomele tulburării de personalitate borderline sunt asociate cu perturbări cronice ale somnului, inclusiv dificultăți în inițierea somnului, dificultăți în menținerea somnului și trezirea mai devreme decât se dorește, precum și cu consecințele somnului sărac, și a notat că „puține studii au examinat experiența perturbărilor cronice de somn la cei cu tulburarea de personalitate borderline”.
Deoarece cele două condiții au un număr de simptome asemănătoare, BPD a fost altădată considerată o formă ușoară de tulburare bipolară sau că există pe spectrul bipolar. În orice caz, așa ceva ar cere ca mecanismul care stă la baza acestor simptome să fie același pentru ambele condiții. Diferențele de fenomenologie, istorie familială, curs longitudinal și reacții la tratament indică că acesta nu este cazul. Cercetătorii au constatat „doar o asociere modestă” între tulburarea bipolară și tulburarea de personalitate borderline și că „o relație puternică de spectru cu [BPD și] tulburarea bipolară [este] extrem de improbabilă”. Benazzi et al. sugerează că criteriile pentru diagnosticarea BPD ale DSM-IV combină două caracteristici fără legătură: o dimensiune de instabilitate afectivă aflată în relație cu bipolaritatea de tip II și o dimensiune de impulsivitate care nu are legătură cu bipolaritatea de tip II.

##### Tulburarea disforică premenstruală
Tulburarea disforică premenstruală are loc la 3-8 procente din femei. Simptomele încep cu 5-11 zile înaintea menstruației și încetează la câteva zile după ce aceasta începe. Printre simptome pot fi oscilări considerabile ale dispoziției, iritabilitate, dispoziție depresivă, a se simți fără speranță sau suicidar, un simț subiectiv de a fi copleșit sau fără control, anxietate, exces de mâncare, dificultăți de concentrare și subminare substanțială a relațiilor interpersonale. Persoanele cu tulburare disforică premenstruală încep în mod tipic să experimenteze simptomele la începutul celui de-al treilea deceniu al vieții lor, deși mulți nu caută tratament până la începutul celui de-al patrulea deceniu al vieții.
Deși unele dintre simptomele tulburării disforice premenstruale sunt similare cu cele ale BPD, acestea sunt tulburări diferite. Se deosebesc în ce privește timpul și durata simptomelor, unde este o diferență semnificativă: simptomele tulburării disforice premenstruale au loc doar în faza luteală a ciclului menstrual, pe când simptomele BPD au loc în mod persistent în toate stadiile ciclului menstrual. În plus, printre simptomele tulburării disforice premenstruale nu este impulsivitatea.

#### Tulburări comorbide ale Axei II
| Diagnostic Axa II  | Per total (%) | Masculin (%) | Feminin (%) |
| Clusterul A        | 50.4          | 49.5         | 51.1        |
| ------------------ | ------------- | ------------ | ----------- |
| Paranoidă          | 21.3          | 16.5         | 25.4        |
| Schizoidă          | 12.4          | 11.1         | 13.5        |
| Schizotipală       | 36.7          | 38.9         | 34.9        |
| Clusterul B        | 49.2          | 57.8         | 42.1        |
| Antisocială        | 13.7          | 19.4         | 9.0         |
| Histrionică        | 10.3          | 10.3         | 10.3        |
| Narcisică          | 38.9          | 47.0         | 32.2        |
| Clusterul C        | 29.9          | 27.0         | 32.3        |
| Evitantă           | 13.4          | 10.8         | 15.6        |
| Dependentă         | 3.1           | 2.6          | 3.5         |
| Obsesiv-compulsivă | 22.7          | 21.7         | 23.6        |

Aproximativ trei pătrimi din persoanele diagnosticate cu BPD îndeplinesc de asemenea criteriile pentru altă tulburarea de personalitate de pe Axa II la un anumit punct al vieților lor. (Într-un studiu larg din 2008 – vezi tabelul adiacent – rata era de 73.9 procente.)  Tulburările din Clusterul A, paranoidă, schizoidă și schizotipală sunt în linii mari cele mai comune.  Clusterul ca întreg afectează în jur de jumătate, iar tulburarea de personalitate schizotipală singură afectează o treime.
BPD este ea însăși o tulburare din Clusterul B. Celelalte tulburări din Clusterul B, antisocială, histrionică și narcisică, afectează în mod similar în jur de jumătate din pacienții cu BPD (incidență în timpul vieții), cea narcisică afectând o treime sau mai mult.  Clusterul C, format din tulburările de personalitate evitantă, dependentă și obsesiv-compulsivă, a prezentat cea mai mică suprapunere, puțin sub o treime.

## Management
Psihoterapia este tratamentul principal pentru tulburarea de personalitate borderline. Tratamentele trebuie să aibă la bază nevoile individului mai degrabă decât diagnosticul general de BPD. Medicamentele trebuie să fie utile pentru tratarea tulburărilor comorbide, precum depresia și anxietatea. Nu s-a constatat că spitalizarea pe termen scurt ar fi mai eficientă decât grija comunității sau prevenirea pe termen lung a comportamentului suicidar la cei cu BPD.

### Psihoterapie
Psihoterapia pe termen lung este în prezent tratament la alegere pentru BPD. Deși psihoterapia, mai ales terapia comportamentală dialectică și abordările psihodinamice, este eficientă, efectele sunt mici.
Tratamentele mai riguroase nu sunt substanțial mai bine decât cele mai puțin riguroase. Sunt șase asemenea tratamente valabile: psihoterapia deconstructivă dinamică, tratamentul bazat pe mentalizare (MBT), psihoterapia focalizată pe transfer, terapia dialectic-comportamentală (DBT), managementul psihiatric general și schematerapia. Pe când DBT este terapia care a fost studiată cel mai mult, toate aceste tratamente se arată a fi eficiente pentru tratarea BPD, cu excepția schematerapiei. Tratamentul pe termen lung de orice tip, inclusiv schematerapia, este mai bună decât nici un tratament, în special pentru reducerea impulsurilor de auto-vătămare.
Terapia focusată pe transfer urmărește desprinderea de gândirea categorică. Aici, îi face pe oameni să-și exprime interpretările sociale și emoțiile pentru a-și muta viziunile în categorii mai puțin rigide. Terapeutul exprimă simțăminte individului și se referă la situații, în mod real sau realistic, care s-ar putea întâmpla și la modul în care trebuie abordate.
Terapia dialectic-comportamentală are componente similare TCC, adăugându-se practici precum medicația. Acestea îl ajută pe individul cu BPD să obțină abilități de a controla simptomele. Astfel de abilități sunt reglarea emoțională, atenția și capacitatea de a îndura stresul.

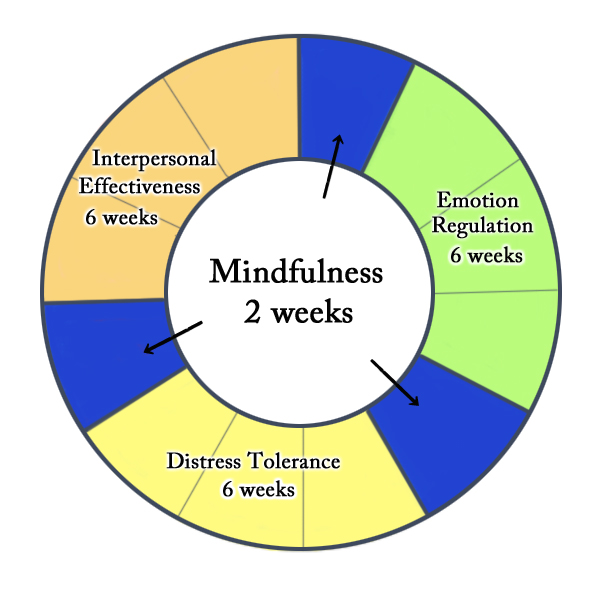
Stadiile în terapia dialectic-comportamentală

Terapia cognitiv-comportamentală (TCC) este de asemenea un tip de psihoterapie utilizat pentru tratarea BPD. Acest tip de terapie se bazează pe schimbarea comportamentelor și convingerilor oamenilor prin identificarea problemelor cauzate de tulburare. TCC este cunoscută pentru reducerea anumitor simptome de anxietate și dispoziție precum și pentru reducerea gândurilor suicidare și a comportamentelor auto-vătămătoare.
Tratamentul bazat pe mentalizare și psihoterapia focusată pe transfer au la bază principii psihodinamice, iar terapia dialectic-comportamentală se bazează pe principii cognitiv-comportamentale și mindfulness. Managementul psihiatric general combină principiile principiale ale fiecărui din aceste tratamente și este considerat ușor de învățat și mai puțin intens. Probe dirijate aleatorii au arătat că DBT și MBT pot fi cele mai eficiente, și cele două împărtășesc multe asemănări. Cercetătorii sunt interesați în dezvoltarea unor versiuni mai scrute ale acestor terapii pentru a spori accesibilitatea, a ușura povara financiară a pacienților și ușura povara resurselor a furnizorilor de tratament.
Unele cercetări indică că meditația mindfulness poate aduce schimbări structurale favorabile în creier, inclusiv în structurile creierului care sunt asociate cu BPD. Intervențiile care au la bază mindfulness de asemenea se arată a aduce o ameliorare a simptomelor caracteristice BPD, și anumiți clienți care au urmat tratamentul pe bază mindufulness nu mai îndeplinesc numărul minim de cinci criterii ale DSM-IV-TR pentru diagnosticul BPD.

### Medicație
O analiză Cochrane din 2010 a constatat în faptul că nici o medicație nu manifestă promisiunea pentru „simptomele esențiale ale BPD de simțăminte cronice de gol, perturbare a identității sau abandon.” Oricum, autorii au găsit că anumite medicamente pot avea impact asupra simptomelor izolate asociate cu BPD sau a simptomelor condițiilor comordide. O analiză din 2017 a examinat evidența publicată de la analiza Cochrane din 2010 și a găsit că „evidența eficienței medicației pentru BPD rămâne foarte mixtă și este încă destul de compromisă de proiecte de studiu sub nivelul optim.”
Dintre antipsihoticele atipice studiate în relație cu BPD, haloperidolul poate reduce mânia, iar flupentixolul poate reduce înclinația spre comportament suicidar. Dintre antipsihoticele atipice, o cercetare a constatat că aripiprazolul poate reduce problemele interpersonale și impulsivitatea. Olanzapina, precum și quetiapina, pot reduce instabilitatea afectivă, mânia și simptomele paranoide psihotice și anxietatea, dar un placebo a prezentat o un mai mare beneficiu în caz de ideație suicidară decât olanzapina. Efectul ziprasidonei nu este semnificativ.
Dintre stabilizatorii de dispoziție studiați, valproatul de semisodiu poate ameliora depresia, impulsivitatea, problemele interpersonale și mânia. Lamotrigina poate reduce impulsivitatea și mânia; topiramatul poate ameliora problemele interpersonale, impulsivitatea, anxietatea, mânia și patologia psihiatrică generală. Efectul carbamazepinei n-a fost semnificativ. Dintre antidepresivelor, amitriptilina poate reduce depresia, dar mianserin, fluoxetina, fluvoxamina și suflatul de fenelzină n-au arătat vreun efect. Acizii grași omega-3 pot ameliora înclinația suicidară și depresia. La data de 2017, probele acestor medicații n-au fost reproduse, iar efectele pe termen lung n-au fost evaluate.
Din cauza evidenței slabe și a potențialului de efecte adverse serioase ale unora dintre aceste medicamente, instrucțiunile din 2009 ale National Institute for Health and Clinical Excellence (NICE) din Regatul Unit pentru tratarea și managementul BPD recomandă, „Tratamentul cu medicamente nu trebuie utilizat anume pentru tulburarea de personalitate borderline sau pentru simptomele individuale sau comportamentul asociat cu această tulburare.” În orice caz, „tratamentul medicamentos poate fi luat în considerate în tratamentul general al condițiilor comorbide”. Ele sugerează o „analiză a tratamentului persoanelor cu tulburarea de personalitate borderline care nu sunt diagnosticate cu o boală mentală sau fizică comorbidă și cărora în prezent li se prescrise medicamente, în scopul reducerii și opririi tratamentului medicamentos inutil”.

## Prognoză
Cu tratament, majoritatea persoanelor cu BPD pot avea parte de alinare a simptomelor dureroase și pot obține remisiune, definită ca alinare consistentă a simptomelor timp ce cel puțin doi ani. Un studiu longitudinal care a urmărit simptomele persoanelor cu BPD a constatat că 34.5% au obținut remisiunea în timp de cel mult doi ani de la începutul studiului. În cel mult patru ani, 49.4% au obținut remisiunea, iar în cel mult șase ani - 68.6%. La sfârșitul studiului, 73.5% din participanți erau în stare de remisiune. Mai mult, din cei care au obținut recuperare din simptome, doar 5.9% au experimentat recurențe. Un studiu ulterior a găsit că la zece ani după punctul de început al studiului (în timpul spitalizării), 86% din pacienți au obținut recuperare din simptome.
Personalitatea pacientului poate juca un rol important în timpul procesului terapeutic, ducând la rezultate clinice mai bune. Cercetări recente au arătat că pacienții cu BPD care fac terapie dialectic-comportamentală (DBT) expun rezultate clinice mai bine corelat cu nivelurile mai înalte de trăsătură agreabilă a pacientului, în comparație cu pacienții care fie au caracter agreabil scăzut sau nu sunt tratați cu DBT. Această asociere este mediată prin de puterea alianței de lucru între pacient și terapeut; așadar, pacienții mai agreabili dezvoltă alianțe mai puternice cu terapeuții lor, ceea ce în schimb, duce la rezultate clinice mai bune.
În plus pe lângă recuperarea din simptomele dureroase, persoanele cu BPD obțin de asemenea niveluri înalte de funcționare psihosocială. Un studiu longitudinal care a urmărit abilitățile sociale și de lucru ale participanților cu BPD a constatat că la șase ani după diagnosticare, 56% din participanți aveau o funcționare bună în mediile de lucru și sociale, în comparație cu 26% din participanți la momentul diagnosticării. Realizările vocaționale au fost în general mai limitate, chiar în comparație cu cele ale altor tulburări de personalitate. Oricum, cei a căror simptome au intrat în stare de remisiune erau semnificativ mai înclinați să aibă relații bune cu un partener romantic și cel puțin un părinte, performanțe bune la serviciu și școală, un continuu lucru și istoric școlar și o bună funcționare psihosocială per total.

## Epidemiologie
Prevalența BPD a fost inițial estimată a fi de 1-2 procente din populația generală și are loc de trei ori mai des la femei decât la bărbați. Oricum, potrivit unui studiu din 2008, prevalența BPD pe parcursul vieții constituie 5.9% din populația generală, manifestându-se la 5.6% din bărbați și 6.2% din femei. În acest studiu, diferența între rate la bărbați și femei nu s-a constatat a fi semnificativă din punct de vedere statistic.
Se estimează că tulburarea de personalitate borderline contribuie la 20 procente din spitalizările psihiatrice și are loc 10 procente din pacienții externi.
29.5 procente din recent internații din statul Iowa din SUA aveau un diagnostic de tulburare de personalitate borderline în 2007, iar prevalența totală a BPD în populația din închisorile SUA se crede că este de 17 procente. Aceste numere mari pot fi puse în relație cu frecvența înaltă de abuz de substanțe și tulburări de abuz de substanțe printre persoanele cu BPD, care se estimează a fi de 38 de procente.

## Istorie

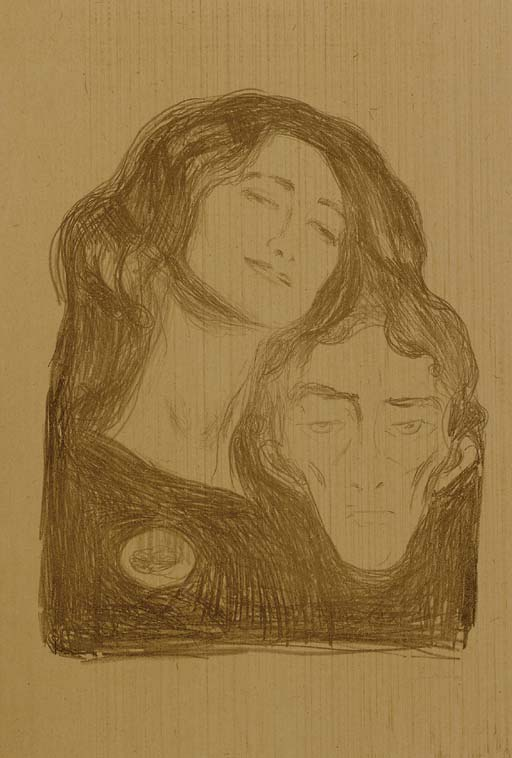
Devalorizarea în Salomeea (1903) lui Edvard Munch. Idealizarea și devalorizarea altora în relațiile personale este o trăsătură obișnuită a BPD. Pictorul Edvard Munch și-a reprezentat noua prietenă, violonista Eva Mudocci, în ambele moduri. Întâi ca „femeie văzută de un bărbat îndrăgostit”, iar apoi ca „o Salomee sângeroasă și canibală”. În timpurile contemporane, Munch a fost diagnosticat cu BPD.

Coexistența stărilor de dispoziție intense și divergente în cadrul unui individ a fost recunoscută de Homer, Hippocrate și Areteus, ultimul descriind prezența fluctuantă a mâniei impulsive, melancoliei și maniei în cadrul unei și aceleiași persoane. Conceptul a fost reînviat de medicul elvețian Théophile Bonet în 1684 care, utilizând termenul folie maniaco-mélancolique, a descris fenomenul stărilor de dispoziție instabile care au urmat unui curs imprevizibil. Alți scriitori au observat același tipar, inclusiv psihiatrii americani Charles H. Hughes în 1884 și J.C. Rosse în 1890, care a numit tulburarea „nebunie borderline”. În 1921, Kraepelin a identificat o „personalitate excitabilă” care se aseamănă mult cu trăsăturile borderline din actualul concept de BPD.
Prima lucrare psihanalitică semnificativă care a utilizat termenul „borderline” a fost scrisă de Adolf Stern în 1938. A descris un grup de pacienți care sufereau de ceea credea el a fi o formă ușoară de schizofrenie, aflată la hotarul (borderline)  dintre nevroză și psihoză.
Anii 1960 și 1970 au fost martorii unei schimbări de gândire, condiția de schizofrenia borderline ajungând să fie gândită ca tulburarea afectivă borderline (tulburare de dispoziție), aflată la marginile tulburării bipolare, ciclotimiei și distimiei. În DSM-II, subliniindu-se intensitatea și variabilitatea stărilor de dispozție, a fost numită personalitate ciclotimică (personalitate afectivă). În timp ce termenul „borderline” evolua spre a se referi la un tip distinct de tulburare, psihanaliști precum Otto Kernberg l-au utilizat pentru a se referi la un spectru larg de probleme, descriind un nivel intermediar de organizare a personalității între nevroză și psihoză.
După ce criteriile standardizate au evoluat, BPD a fost distinsă de tulburările de dispoziție și alte tulburări din Axa I, devenind diagnostic de tulburare de personalitate în 1980 odată cu publicarea DSM-III. Diagnosticul a fost deosebit de schizofrenia sub-sindromală, care a primit termenul de „tulburare de personalitate schizotipală”. Grupul de Lucru al Axei II a al Asociației Psihiatrice Americane a decis în final asupra numelui „tulburare de personalitate borderline”, care este încă în uz în DSM-5 azi. Oricum, termenul „borderline” a fost descris ca destul de inadecvat pentru a descrie simptomele caracteristice acestei tulburări.

### Etimologie
Există o dezbatere continuă între clinicieni și pacienți despre terminologie și folosirea cuvântului "de graniță" (engl. borderline), unii sugerând că această tulburare trebuie redenumită. Se mai folosește "tulburarea de personalitate instabilă emoțional".
Versiunile mai vechi ale DSM, de dinaintea apariției sistemului de diagnostic multiaxial, îi clasificau pe cei mai mulți oameni cu probleme mentale în două categorii, psihoticii și nevroticii. Clinicienii au observat o anumită clasă de nevrotici care, atunci când se aflau în criză, păreau că încep să introducă borderline în starea de psihoză. Termenul s-a fixat și a evoluat în diagnosticul de tulburare de personalitate borderline de azi.

## Controverse

### Stigmat
Printre trăsăturile BPD sunt instabilitatea emoțională, relații interpersonale intense și instabile, nevoie de intimitate în relațiile interpersonale și frica de respingere. Ca urmare, persoanele cu BPD adesea evocă emoții intense în cei din jurul lor. Termeni peiorativi utilizați pentru a descrie persoanele cu BPD, precum „dificil”, rezistent la tratament”, „manipulator” sau „căutător de atenție” sunt adesea utilizați și pot deveni o profeție auto-îndeplinită, întrucât tratamentul negativ acordat acestor indivizi duce la mai mult comportament auto-distructiv.

#### Violență fizică
Stigmatul din jurul tulburării de personalitate borderline include ideea că oamenii cu BPD sunt înclinați spre violență împotriva altora. În timp ce filmele și media vizuală adesea îi tratează pe oamenii cu BPD ca pe ceva senzațional prezentându-i ca violenți, majoritatea cercetătorilor sunt de acord că este improbabil ca persoanele cu BPD să-i rănească pe alții. Deși oamenii cu BPD adesea se confruntă cu experiențe de mânie intensă, o caracteristică definitorie a BPD este o direcționează spre interiorul lor. Una dintre diferențele cheie din BPD și tulburarea de personalitate antisocială este că oamenii cu BPD au tendința de a-și internaliza mânia făcându-și rău lor înșiși, pe când oamenii cu tulburare de personalitate antisocială tind să și-o externalizeze făcând rău altora.
În plus, adulții cu BPD adesea au experimentat abuz în copilărie, așadar mulți oameni cu BPD adoptă o politică de „nu toleranță” față de expresiile de toleranță de orice fel. Aversiunea lor extremă față de violență îi poate face pe mulți oameni cu BPD să supracompenseze și experimenteze dificultăți în a fi asertivi și a-și exprima nevoile. Aceasta este o cale prin care persoanele cu BPD aleg să își facă rău lor înșiși, nu să le facă rău altora. O altă cale prin care persoanele cu BPD evită să-și exprime furia prin violență este cauzarea de prejudicii lor înșiși, un exemplu în acest sens fiind auto-rănirea non-suicidară.

### Terminologie
Din cauza îngrijorărilor legate de stigmat și din cauza îndepărtării de baza teoretică originală a termenului (vezi istoria), există o dezbatere în desfășurare cu privire la redenumirea tulburării de personalitate borderline. În timp ce unii clinicieni sunt de acord cu actualul nume, alții susțin că trebuie schimbat, întructâ mulți care sunt etichetați cu tulburarea de personalitate borderline consideră numele ca fiind nefolositor, stagmatizant sau inexact. Valerie Porr, președinte al Treatment and Research Advancement Association for Personality Disorders susține că „numele BPD induce confuzie, nu comunică nici o informație relevantă sau descriptivă și întărește stigmatul existent.”
Sugestii alternative pentru nume sunt tulburarea reglării emoționale sau tulburarea de dereglare emoțională. Tulburarea impusului și tulburarea de reglare interpersonală sunt alte alternative valide, potrivit lui John G. Gunderson de la Spitalul McLean din Statele Unite. Alt termen sugerat de psihiatrul Carolyn Quadrio este dezorganizare de personalitate posttraumatică, oglindind statutul condiției de (adesea) tulburare de stres posttraumatic (TSPT) precum și de tulburare de personalitate. Oricum, deși mulți borderline au istorii traumatizante, unii nu mărturisesc nici un fel de eveniment traumatizant, ceea ce sugerează că BPD nu este neapărat o tulburare din spectrul traumatic.
Treatment and Research Advancements National Association for Personality Disorders (TARA-APD) a făcut o campanie care a eșuat pentru schimbarea numelui BPD în DSM-5, publicat în 2013, în care numele „tulburare de personalitate borderline” rămâne neschimbat și nu este considerată o tulburare legată de traume sau factori stresanți.